# Comisión Nacional de Actividades Espaciales
A Comisión Nacional de Actividades Espaciales (CONAE; em português:  Comissão Nacional de Atividades Espaciais) é a agência espacial do governo argentino encarregado do programa espacial argentino. A comissão foi criada em 28 de maio de 1991 durante o governo de Carlos Menem, depois do cancelamento do programa de mísseis Condor. 

## Veículos de lançamento

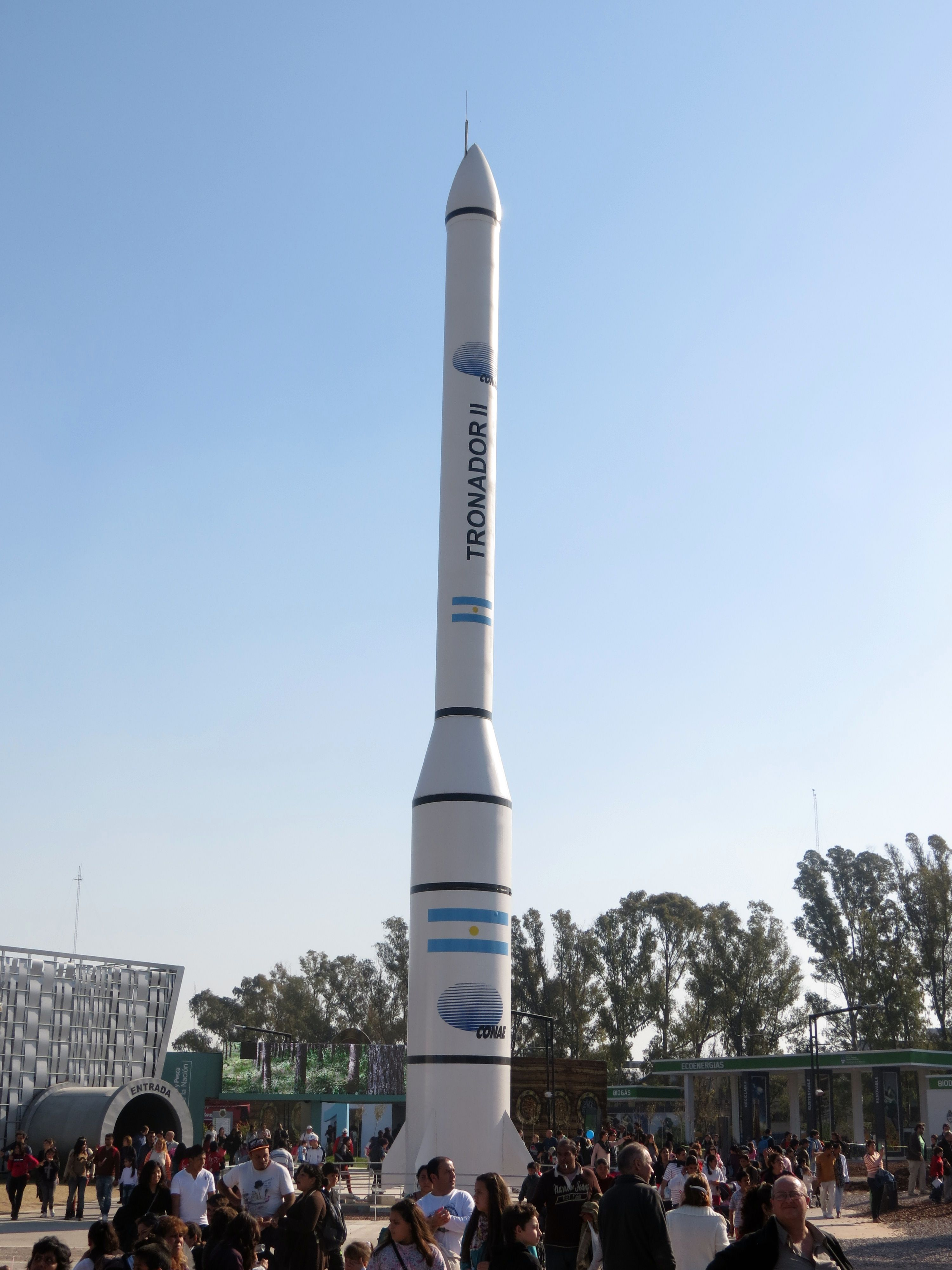
Foguete Tronador II

O Tronador é um foguete lançador de satélites de vários estágios. Esperava-se iniciar os testes de voo em 2012. O foguete de teste de terceiro estágio T-4000 (com diâmetro de 43,8 cm) também está sendo desenvolvido, sendo que a versão atual utiliza um motor a propelente líquido de 40 kN de confiança. No entanto, um protótipo de terceiro estágio e uma tentativa de lançamento de pré-protótipo de primeiro estágio não foram bem sucedidas. A última dessas tentativas terminou com o foguete caindo na lateral da estrutura do lançador. Não houve incêndio ou explosão devido ao foguete estar carregado com apenas 460 kg de combustível para uma combustão curta a fim de testar o motor em voo por alguns segundos. Ninguém ficou ferido.

## Sistemas de satélites

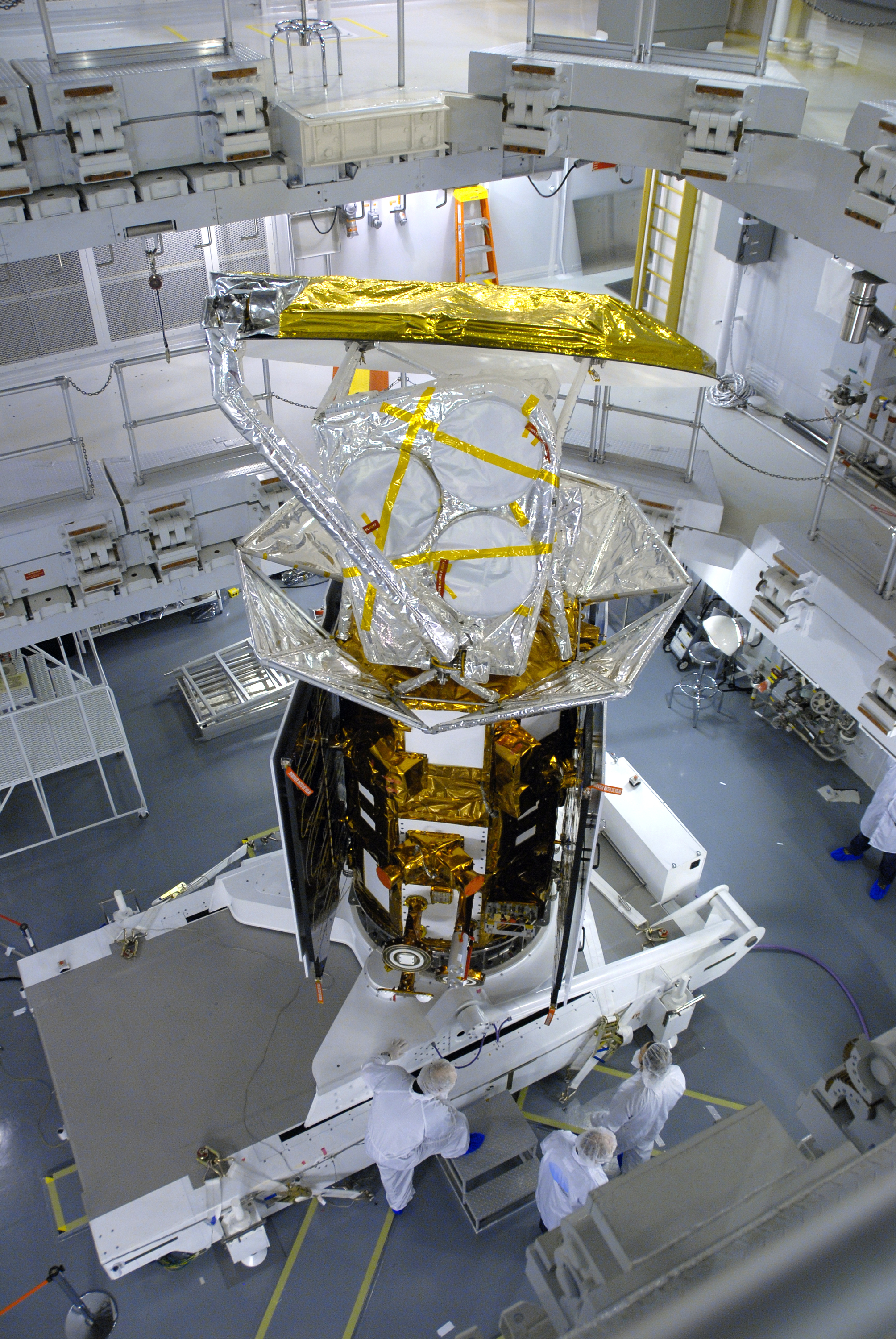
Satélite argentino SAC-D

O programa espacial nacional prevê duas séries de satélites e ambas são dedicadas à observação da Terra: uma com os principais instrumentos argentinos na faixa óptica (SAC) e outra na faixa de microondas (SAOCOM).

### Série SAC
Em 2019, cinco satélites argentinos foram lançados: SAC-A, um satélite de demonstração tecnológica, SAC-B, dedicado à pesquisa científica, SAC-C, o primeiro satélite de observação da Terra da Argentina, SAC-D e SAOCOM 1A.
Nesse contexto, a CONAE uniu esforços com a NASA na criação da Primeira Constelação Internacional de Observação da Terra, com a missão argentina SAC-C e as missões estadunidenses Landsat 7, EO-1 e Terra.
O satélite lançado pela CONAE foi o SAC-D/Aquarius, lançado em 10 de junho de 2011. A missão Aquarius, fornecida pela NASA para fazer medições de salinidade do mar, contribui para a melhor compreensão do meio ambiente, juntamente com sensores fornecidos pela CONAE, que monitoram possíveis focos de incêndio.

## Cooperação internacional
A agência conseguiu um acordo com a Agência Espacial Europeia (ESA) em 24 de junho de 2009 para a instalação de uma antena de 35 m e outras instalações de apoio à missão no Observatório Pierre Auger, perto de Malargüe, Mendoza. A instalação contribuirá para os projetos de sonda espacial Mars Express, Venus Express e Rosetta da ESA, bem como para a própria pesquisa doméstica da CONAE. Uma das três únicas instalações da ESA no mundo, a nova antena criará uma triangulação que permitirá à ESA garantir a cobertura da missão 24 horas por dia.